# Molac
Molac (tiếng Breton: Moulleg) là một xã ở tỉnh Morbihan trong vùng Bretagne tây bắc Pháp. Xã này có diện tích 28,4 km², dân số năm 1999 là 1007 người. Khu vực này có độ cao từ 22-106 mét trên mực nước biển.
Sông Arz tạo thành ranh giới tây nam của xã, sau đó chảy theo hướng đông qua vùng đông nam củta Molac.
Cư dân của Molac danh xưng trong tiếng Pháp là Molacais hoặc Molacois.